# Охинага (муниципалитет)
Охинага (исп. Ojinaga) — муниципалитет в Мексике, штат Чиуауа с административным центром в городе Мануэль-Охинага. Численность населения, по данным переписи 2010 года, составила 26 304 человека.

## Общие сведения
Название Ojinaga дано в честь мексиканского военного и политика, участника борьбы с интервентами Мануэля Охинаги.
Площадь муниципалитета равна 6796 км², что составляет 2,75 % от общей площади штата, а наивысшая точка — 1620 метров, расположена в поселении Эль-Капулин-де-Абахо.
Он граничит с другими муниципалитетами штата Чиуауа: на севере с Гуадалупе, на востоке с Мануэль-Бенавидесом, на юге с Камарго и Хулимесом, на западе с Альдамой и Кояме-дель-Сотолем, а также на востоке проходит государственная граница с США.

## Учреждение и состав
Муниципалитет был образован в 1825 году, в его состав входит 133 населённых пункта, самые крупные из которых:
| Код INEGI | Населённый пункт                                                       | Численность населения (2005 год) | Численность населения (2010 год) |
| --------- | ---------------------------------------------------------------------- | -------------------------------- | -------------------------------- |
| 052       | Всего                                                                  | 21157                            | 26304                            |
| 0001      | Мануэль-Охинага (исп. Manuel Ojinaga) 29°33′52″ с. ш. 104°24′59″ з. д. | 18378                            | 22744                            |
| 0365      | Эль-Оасис (исп. El Oasis) 29°01′34″ с. ш. 104°38′58″ з. д.             | 354                              | 475                              |
| 0426      | Нуэва-Оланда (исп. Nueva Holanda) 28°55′29″ с. ш. 104°40′25″ з. д.     | 33                               | 426                              |
| 0024      | Ла-Эсмеральда (исп. La Esmeralda) 29°34′54″ с. ш. 104°27′43″ з. д.     | 204                              | 187                              |
| 0031      | Майхома (исп. Maijoma) 28°54′57″ с. ш. 104°24′32″ з. д.                | 151                              | 160                              |

## Экономика
По статистическим данным 2000 года, работоспособное население занято по секторам экономики в следующих пропорциях: сельское хозяйство, скотоводство и рыбная ловля — 17,8 %, промышленность и строительство — 28,4 %, сфера обслуживания и туризма — 50,7 %, прочее — 3,1 %.

## Инфраструктура
По статистическим данным 2010 года, инфраструктура развита следующим образом:
- электрификация: 97,8 %;
- водоснабжение: 97,5 %;
- водоотведение: 98 %.

## Фотографии

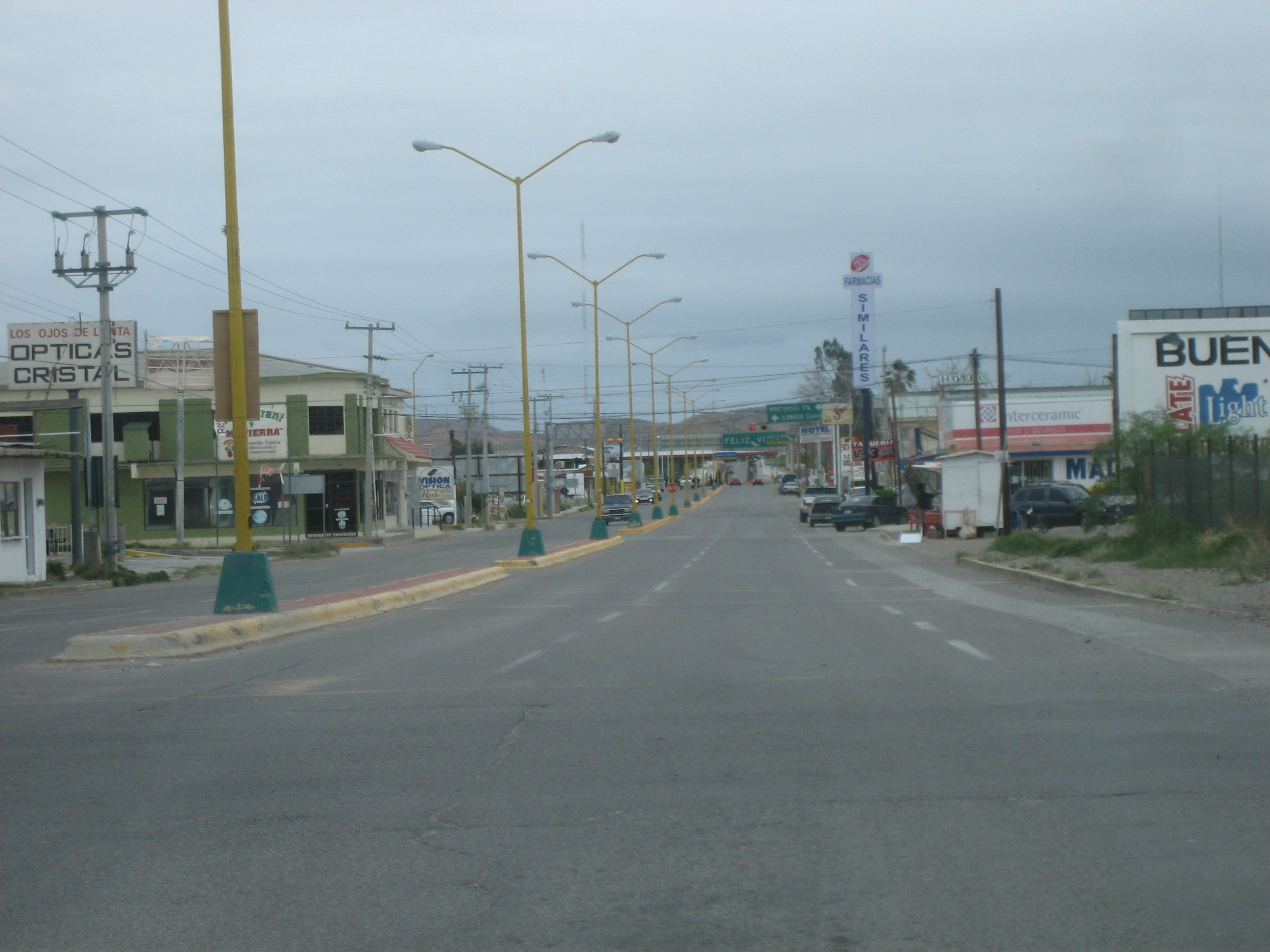
Улица в Мануэль-Охинаге
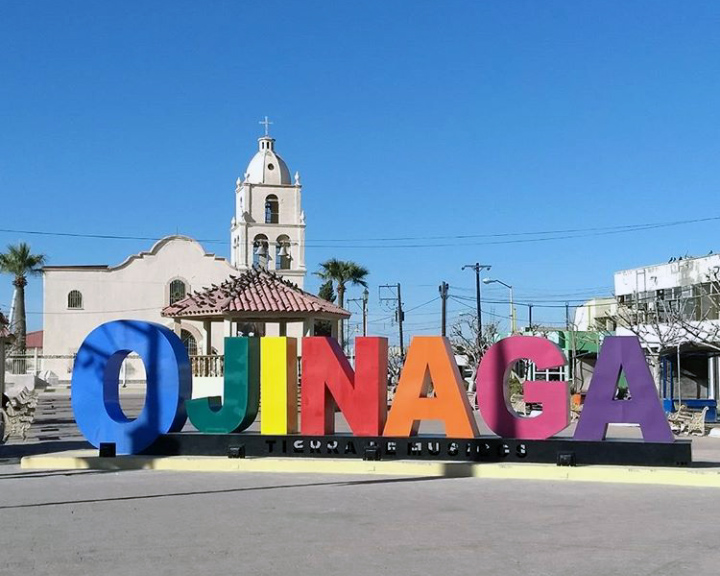
Стела с названием